# Пульмонические согласные
В человеческой речи пульмонические звуки — те звуки, которые созданы с участием лёгких. Пульмонические звуки могут быть эгрессивными (созданы при выдохе) или ингрессивными (созданы при вдохе).
Пульмонические согласные — это согласные звуки, которые производятся нами путём одновременного или последовательного:
- заграждения голосовой щели (пространства между голосовыми связками) или полости рта и
- выпускания воздуха из лёгких.

Пульмонические согласные образуют большинство согласных в международном фонетическом алфавите, что также характерно и для всех языков, на которых говорят люди. Так, все согласные в русском и в английском языке попадают в категорию таких согласных.
Среди согласных есть как одноартикулированные и коартикулированные, так и двуартикулированные согласные.